# روبرتو بلانكو
روبرتو بلانكو (بالألمانية: Roberto Blanco) هو كاتب سيناريو ومغني وممثل ألماني، ولد في 7 يونيو 1937 بتونس في تونس.

## أعمال

### أفلام
- (2015) انظر من عاد

## وصلات خارجية
- روبرتو بلانكو على موقع IMDb (الإنجليزية)
- روبرتو بلانكو على موقع مونزينجر (الألمانية)
- روبرتو بلانكو على موقع ألو سيني (الفرنسية)
- روبرتو بلانكو على موقع ميوزك برينز (الإنجليزية)
- روبرتو بلانكو على موقع قاعدة بيانات الأفلام السويدية (السويدية)
- روبرتو بلانكو على موقع ديسكوغز (الإنجليزية)
- روبرتو بلانكو على موقع كينوبويسك (الروسية)